# Crash ’n’ Burn
Crash 'n' Burn ist ein Comic der deutsch-japanischen Zeichnerin Mikiko Ponczeck aus dem Jahr 2014. Er handelt von zwei jungen Musikern, die sich in einem Umfeld von Gewalt und Drogen in einer Band zusammenfinden, sich verlieben und die Band zum Erfolg führen. 2016 wurde das Werk mit dem Publikumspreis des Max-und-Moritz-Preises ausgezeichnet.

## Handlung
Auf einer, die er gemeinsam mit seinem Bandkollegen Scott Jessop besucht, gerät der 24-jährige Kyle Martin in eine Schlägerei mit Tyler Collins. Der 26 Jahre alte Tyler, Gitarrist einer anderen Band, ist berüchtigt für seine Gewaltausbrüche. Durch die Schlägerei wurden beide Bands bei dem Bandwettbewerb ausgeschlossen, woraufhin Tyler Kyle bedroht und sexuell belästigt. Als einige Zeit darauf sich jedoch Martins Band auflöst und Tyler aus seiner Band wegen seines Verhaltens ausgeschlossen wird, will Tyler mit Kyle und Scott eine neue Band gründen. Kyle ist zunächst noch von Tyler angewidert, muss sich aber bald sein Talent eingestehen und dass er ihn attraktiv findet.
Sie treffen sich wieder auf der Party von Jack, der nun Tylers frühere Band mit Kyles und Scotts Gitarristen führt. Es kommt zur Prügelei, nach der Kyle und Tyler herausgeschmissen werden, zusammen übernachten und das erste Mal miteinander schlafen. Kyle willigt ein, mit Tyler eine Band zu gründen: Crash 'n' Burn. Zu ihnen stoßen Scott und Tylers Exfreundin Kimi, von der Kyle einiges über Tylers Vergangenheit erfährt. Er wurde von seinem Vater geschlagen, wuchs mit viel Gewalt auf der Straße auf, beschützte sie und sieht in der Musik seine einzige Zukunft. Damit die Band Erfolg hat, engagiert Scott seine Schwester Eva als Managerin. 
Doch während die Band Fortschritte macht und sich Kyle und Tyler sich näher kommen, gerät Kyle in Konflikt mit seiner Mutter. Die will, dass er sich auf das Studium konzentriert. Studium und Band geht er halbherzig an, tadelt ihn auch Tyler. Kyles Vater, der in Glasgow gegen den Willen seiner Frau Musiklehrer ist, weil er das der Karriere vorzieht, bestärkt Kyle nach seinen Gefühlen zu handelt. Schließlich entscheidet er sich nach dem Rat Tylers, das Studium aufzugeben und sich ganz der Band zu widmen. Zur gleichen Zeit wird die Band immer wieder von der Gang von Jacks Bruder Alex bedroht und angegriffen. Bereits in seiner Vergangenheit stand Tyler mit Alex in Konflikt. Dies gipfelt darin, dass Jack Tyler bei einer Probe provoziert und von ihm niedergeschlagen wird. Um sich zu rächen, lässt Alex Tyler entführen. Kyle kommt ihn zu retten und lenkt Alex ab, ehe er und seine Bande von der eintreffenden Polizei festgenommen werden. Beide erreichen gerade noch rechtzeitig einen Bandwettbewerb für ihren Auftritt, mit den Crash 'n' Burn ihren Durchbruch erreicht.

## Entstehung und Veröffentlichung
Die Geschichte entstand aus sechs Seiten, die Mikiko Ponczeck aus Spaß zeichnete, in denen zwei junge Männer aneinandergeraten. Die Figuren entwickelte sie weiter und eine Handlung um sie herum, da ihr die Idee zu einer „rockigen und irgendwie wilden“ Geschichte gefiel. Schließlich hatte der Verlag Tokyopop Interesse an der Idee, sodass sie zu Crash 'n' Burn ausgearbeitet wurde. In beide Figuren, ihre Entscheidung und Konflikte für und um eine Laufbahn als Musiker sind die Erfahrungen der Künstlerin selbst eingeflossen, als sie sich für das eher „brotlose“ Comiczeichnen als Beruf entschied. Auch ihr Musikgeschmack entspricht dem von der band gespielten Punkrock. Während der Entstehung der Geschichte lernte Ponczeck selbst, Bassgitarre zu spielen, sodass sie im weiteren Verlauf der Geschichte auch diese Aspekte realistischer darstellen konnte. Die Beziehung legte sie bewusst entgegen der im japanischen Yaoi üblichen Stereotype eines dominanten und eines devoten Parts als eine Beziehung zweier ähnlich starker Charaktere an und griff dabei auf Erzählungen von Homosexuellen aus ihrem Bekanntenkreis zurück. Die häufige Darstellung von Gewalt war für Ponczeck wichtig, da es sie grafisch reizt und sie so intensive Emotionen und Charaktereigenschaften – insbesondere den abweisenden Charakter Tylers – gut darstellen konnte. Einwände des Verlags wegen der Gewaltszenen gab es nicht. Die Zeichnungen entstanden sowohl als Skizze als auch Reinzeichnung nur mit Bleistift, ohne Tusche, und wurden nach dem Scannen digital nachbearbeitet. Die Bleistiftzeichnungen erlaubten gewünschtes ein organischeres, größeres Erscheinungsbild als Tuschezeichnungen.
Der Comic erschien in zwei Bänden zu je etwa 160 Seiten bei Tokyopop, der erste im Juli 2014 und der zweite im September 2014. Der Verlag empfiehlt Crash 'n' Burn ab 16 Jahren.